# Ajdin Mahmutović
Aidin Mahmutović indicato da altre fonti anche come Aidin Mahmutović (Doboj, 6 aprile 1986) è un ex calciatore bosniaco, di ruolo attaccante o centrocampista.

## Carriera

### Club
Dal 2005 al 2007 milita nel Čelik Zenica, per poi trasferirsi al Teplice. Con il club ceco, di cui diviene uno degli elementi chiave, si mette in luce segnando 58 gol in 160 partite di campionato. Nel dicembre 2014 passa al Viktoria Plzen, con cui firma un contratto di tre anni e mezzo. Realizza 9 gol in 23 presenze con la maglia del Viktoria, contribuendo alla vittoria del campionato 2014-2015. Ceduto in prestito al Sigma Olomouc nel 2016, vi resta per pochi mesi prima di trasferirsi al Příbram, sempre con la formula del prestito. Il 27 gennaio 2017 è ceduto a titolo definitivo al Paniōnios. Il club greco lo cede qualche mese dopo al Čelik Zenica, club in cui Mahmutović fa dunque ritorno dopo dieci anni.

### Nazionale
Dal 2004 al 2008 ha vestito per 5 volte la maglia della nazionale bosniaca Under-21, senza andare a segno.

## Palmarès

### Club

#### Competizioni nazionali
- Coppa della Repubblica Ceca: 1

Teplice: 2008-2009
- Campionato ceco: 1

Viktoria Plzeň: 2014-2015